# Lac Totoral
Le Lac Totoral (en français lac des Joncs), en Argentine, est un lac andin d'origine glaciaire situé au sud-ouest de la province de Neuquén. 

## Géographie

Carte du parc national Nahuel Huapi. Le lac Totoral se trouve juste au-dessus du bras Rincón, à l'extrême nord-ouest du grand lac Nahuel Huapi.

Le lac Totoral se trouve au nord du bras Rincón du lac Nahuel Huapi, non loin de la frontière chilienne, à quelque 15 kilomètres à vol d'oiseau au nord-ouest de la ville de Villa La Angostura, au sein du parc national Nahuel Huapi.
Il occupe le fond d'une ancienne vallée glaciaire, et s'étend du nord au sud sur une distance de 3,65 kilomètres. 

Grâce à une série de petits cours d'eau qui confluent vers lui, il est alimenté par l'eau de fonte des neiges et les fortes pluies arrosant les montagnes environnantes, .
Son tributaire principal est l'émissaire du lac Aruncohue situé 2,5 kilomètres au nord-ouest, tout près de la frontière chilienne.
Le lac est protégé. On peut y pêcher des salmonidés, mais l'usage du canot à moteur est prohibé.

## Étymologie
Son nom de Totoral est lié à sa richesse en joncs appelés Totoras. 

## Accès
Sa rive sud-ouest est longée à distance par la route nationale 231 qui relie Villa La Angostura au Chili voisin par le col Paso Cardenal Samoré, et qui constitue sa voie d'accès principale.

## Émissaire
Le lac Totoral fait partie du bassin du río Limay, donc du río Negro. Son émissaire qui prend naissance au niveau de son extrémité sud, se jette dans le bras Rincón du lac Nahuel Huapi, situé trois kilomètres au sud.